# Anordrin
Anordrin (cựu tên mã phát triển AF-53), còn được gọi là 2α, 17α-diethynyl-A-cũng-5α-androstane-2β, 17β-diol dipropionate, là một tổng hợp, steroid có chọn lọc lên thụ thể estrogen (SERM) được sử dụng ở Trung Quốc như một biện pháp tránh thai khẩn cấp. Đây là biện pháp tránh thai khẩn cấp thường được sử dụng nhất ở Trung Quốc. Thuốc được bán trên thị trường với công thức kết hợp với mifepristone dưới tên thương hiệu Zi Yun. Anordrin chưa được nghiên cứu để sử dụng hoặc bán ngoài thị trường Trung Quốc. Nó đã được sử dụng ở Trung Quốc từ những năm 1970.
Anordrin có cả yếu estrogen và antiestrogenic hoạt động. Nó liên kết với thụ thể estrogen nhưng không liên kết với thụ thể androgen hoặc thụ thể progesterone. Ở động vật, anordrin có tác dụng kháng gonadotropic, và ở động vật đực, ức chế sự sinh tinh trùng và gây ra teo mào tinh hoàn, tuyến tiền liệt và túi tinh.  Nó tạo ra một chất chuyển hóa hoạt động dihydroxylated, anordiol, với hoạt tính estrogen tương tự nhưng mạnh hơn. Các tác dụng phá thai của anordrin ở động vật bị chặn bởi estradiol bổ sung, cho thấy rằng nó hoạt động như một chất kháng estrogen chứ không phải là estrogen để phát huy tác dụng tránh thai khẩn cấp.